# 徳岡孝夫
徳岡 孝夫（とくおか たかお、1930年〈昭和5年〉1月2日 - 2025年4月12日）は、日本のジャーナリスト、評論家、翻訳家。

## 来歴・人物
大阪に生まれる。京都大学文学部英文科卒。1952年（昭和27年）、京都大学在学中に毎日新聞社に入社（正式採用は翌年の卒論提出後）。1955年（昭和30年）10月よりフルブライト奨学生としてアメリカのシラキュース大学に留学。社会部記者、バンコク特派員、編集次長、編集委員などを歴任した。横浜市港南区に在住した。
海外特派員としてイスラエル・中近東、ベトナム戦争などを取材した、定年を前に、1985年（昭和60年）学芸部編集委員をもって退社。
『サンデー毎日』の記者時代の1970年（昭和45年）11月25日の三島事件の当日、交流のあった三島由紀夫から電話で依頼され、市谷本村町の市ヶ谷会館で、NHK記者だった伊達宗克と共に、楯の会関係者から手紙と檄文を託され、隣接する市ヶ谷駐屯地の東部方面本部総監室で起きた事件の目撃者となった。
1973年（昭和48年）にドナルド・キーンとの共著で、『悼友紀行 - 三島由紀夫の作品風土』（元はキーンと同行した紀行文、『サンデー毎日』で連載、本書がきっかけでキーンの著作訳者となった）を刊行。事件から四半世紀後に、経緯と三島との交流回想を綴った『五衰の人』を『文學界』で連載、1997年（平成9年）に新潮学芸賞を受賞した。
明治の居留地横浜での夫殺しをテーマにしたミステリー形式のノンフィクション『横浜・山手の出来事』で1991年（平成3年）に日本推理作家協会賞を受賞。1986年（昭和61年）には菊池寛賞を受賞した。
保守派の評論家としても活動、『諸君!』（文藝春秋の月刊誌）で、1980年（昭和55年）1月号から最終の2009年（平成21年）6月号まで、匿名巻頭コラム「紳士と淑女」を連載。最終号で筆者であることを明かした。
『フォーサイト』（新潮社刊）などで執筆。同誌連載のコラム「クオ・ヴァディス きみはどこへいくのか？」を経て、回想記「風が時間を」は、『フォーサイト』がウェブ版に移行を経て2019年5月まで連載。
2025年4月12日、老衰のため死去。95歳没。

## 著作

### 著書
- 『ヒマラヤ 日本人の記録』（毎日新聞社 毎日ノンフィクション・シリーズ） 1964
- 『太陽と砂漠の国々』（毎日新聞社） 1965、中公文庫 1991
- 『イエローヤンキー』（エール出版社） 1970
- 『裏からみた反日運動』（新人物往来社） 1974
- 『銃口は死を超えて　岡本公三裁判全記録』[7]（新人物往来社） 1974
- 『真珠湾メモリアル - 現場で見た日本軍の第一撃』（中央公論社 新書判） 1982、中公文庫 1985
- 『翻訳者への道』（ダイヤモンド社） 1989
- 『横浜・山手の出来事』（文藝春秋） 1990、双葉文庫 2005
- 『薄明の淵に落ちて』（新潮社） 1991
- 『「戦争屋」の見た平和日本』（文藝春秋） 1991
- 『ドロシー くちなしの謎「真珠湾」を知っていた女』（文藝春秋） 1993
- 『紳士と淑女 人物クロニクル 1980 - 1994』（文藝春秋） 1994 - 匿名での出版
- 『五衰の人 - 三島由紀夫私記』（文藝春秋） 1996、文春文庫※ 1999、文春学藝ライブラリー[8] 2015
- 『紳士と淑女 2 人物クロニクル 1994 - 1996』（文藝春秋） 1997 - 匿名での出版
- 『覚悟すること』（文藝春秋） 1997
- 『きみは、どこへ行くのか』（新潮社） 1998
- 『舌づくし』（文藝春秋） 2001
- 『「翻訳」してみたいあなたに』（清流出版） 2002
- 『妻の肖像』（文藝春秋） 2005、文春文庫 2009
- 『ニュース一人旅』（清流出版） 2008
- 『「民主主義」を疑え！』（新潮社） 2008
- 『完本 紳士と淑女 1980 - 2009』（文春新書） 2009 - 抜粋版
- 『お礼まいり』（清流出版） 2010
- 『人間の浅知恵』（新潮新書※） 2013

### 共著
- 『悼友紀行 三島由紀夫の作品風土』[9]（ドナルド・キーン共著、中央公論社） 1973、中公文庫 1981
  - 改題『三島由紀夫を巡る旅 悼友紀行』（新潮文庫※） 2020
- 『泣ける話、笑える話 名文見本帖』（中野翠共著、文春新書） 2012
- 『夕陽ケ丘 - 昭和の残光』（土井荘平共著[10]、鳥影社） 2020
- 『百歳以前』（土井荘平共著、文春新書※） 2021
- 『同行二人 - 93歳のふたり言』（土井荘平共著、Amazon Kindle※） 2023 - 電子書籍版のみ

※は電子書籍も刊（翻訳も）

## 翻訳
- レイン・クルーガー『タイ国王暗殺事件』（エール出版社） 1974
- ドナルド・キーン『日本文学史 近世篇』上・下（中央公論社） 1976 - 1977
- ドナルド・キーン『日本文学史 近代・現代篇』全8巻（中央公論社） 1984 - 1992。角地幸男・新井潤美との分担訳（前半部を担当）
  - 『日本文学の歴史』全18巻（中央公論社） 1995 - 1997 - 改題普及版。近世篇は全3巻

『― 古代・中世篇』全6巻（土屋政雄訳）を増補
  - 再改題『日本文学史』全18巻（中公文庫※） 2011 - 2013
- エンディミヨン・ウィルキンソン『誤解 ヨーロッパvs.日本』（中央公論社） 1980、新書判 1982
- ファニア・フェヌロン『ファニア歌いなさい』（文藝春秋） 1981
- ジョン・トーランド[11]『真珠湾攻撃』（文藝春秋） 1982
- ハーバート・パッシン『英語化する日本社会 日本語の維新を考える』（サイマル出版会） 1982
- アルビン・トフラー『第三の波』（監訳、中公文庫） 1982
- アルビン・トフラー『大変動』（中央公論社） 1983
- バンバー・ガスコイン『ザ・クリスチャンズ キリスト教が歩んだ2000年』（監訳、日本放送出版協会） 1983
- アルビン・トフラー『未来適応企業』（ダイヤモンド社） 1985、中公文庫 1987
- リー・アイアコッカ『アイアコッカ わが闘魂の経営』（ダイヤモンド社） 1985、新潮文庫 1990、ゴマブックス・ゴマ文庫 2009
- リー・アイアコッカ『トーキング・ストレート アイアコッカ Part2』（ダイヤモンド社） 1988
- デイヴィッド・ヤロップ『法王暗殺　バチカンの黒い人脈の陰謀』（文藝春秋） 1985
- ウィリアム・サファイア『大統領失明す』上・下（文春文庫） 1985
- ヘンリー・スコット・ストークス『三島由紀夫 死と真実』（ダイヤモンド社） 1985
  - 新版『三島由紀夫 生と死』[12]（清流出版） 1998
- リチャード・ニクソン『指導者とは』（文藝春秋） 1986、文春学藝ライブラリー 2013
- エドウィン・ライシャワー『ライシャワー自伝』（文藝春秋） 1987
- ジョン・F・ラブ『マクドナルド わが豊饒の人材』（ダイヤモンド社） 1987
- シルヴィア・マーロウ『イギリスのある女中の生涯』（草思社） 1994